# Кротівка
Кро́тівка — село в Україні, у Казанківській селищній громаді Баштанського району Миколаївської області. Населення становить 9 осіб.